# Prova (programmeertaal)
Prova is een open-source-programmeertaal.
De naam van deze taal verwijst naar het feit dat de syntaxis ervan een mengeling is van die van Prolog en Java. Prova werd immers ontwikkeld met als doel de voordelen van logische programmeertalen en imperatieve programmeertalen te combineren. Concreet is Prova regelgebaseerd, net als Prolog, maar ondersteunt de taal ook functies van de Javabibliotheken. 
Prova is ontstaan uit Mandarax, een Javaklasse-bibliotheek voor deductieregels. Prova werd ontwikkeld door onder anderen Alex Kozlenkov en Michael Schroeder. 